# 煙突掃除人癌

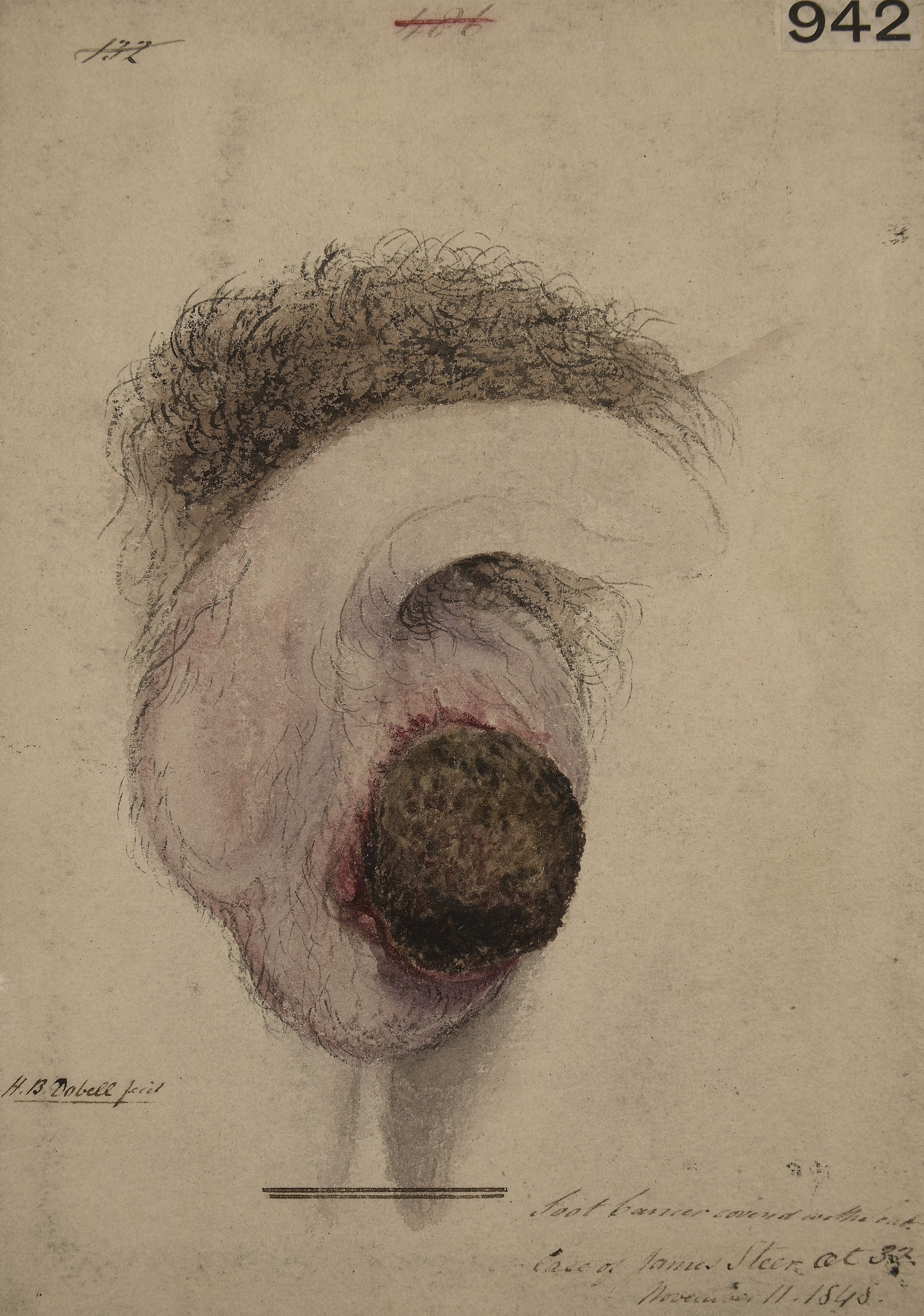
煙突掃除人癌の症例の水彩画。聖バーソロミュー病院医学部医学生のホレス・ベンジ・ドーベルによって描かれた。

煙突掃除人癌（えんとつそうじにんがん、英語：Chimney sweep's cancer）は、陰嚢の皮膚に出来る扁平上皮癌の一種で、別名：煤イボ（soot wart）とも呼ばれた。これは最初に報告された職業病の癌であった。1775年にパーシヴァル・ポットによって最初に特定された。当初は、煙突掃除人の間で流行していたことから命名された。

## 病因
煙突掃除人の癌は、陰嚢皮膚の扁平上皮癌で、煤粒子による刺激によって引き起こされる疣贅は、切除されない場合、陰嚢癌になった。その後、腫瘍は浅陰嚢筋膜に侵入し、睾丸浸食して、精索から腹部に進行して、そこで致命的な病巣となる。

## 歴史
煙突掃除人癌は1775年にパーシヴァル・ポットによって最初に発見された。パーシヴァル・ポットは、癌が煤への職業的曝露に関連していると仮説を立てた。癌は主に、幼児期から煤と接触していた煙突掃除人に影響を及ぼした。ある論文では症状が現れた年齢の中央値は37.7歳だったが、8歳の少年がこの病気にかかっていることも発見された。体をしたたる汗が原因で煤が陰嚢のヒダに蓄積し、その結果生じる慢性刺激から陰嚢癌が引き起こされることを、1890年にW・G・スペンサーが提唱した。しかし、これは顕微鏡のスライドにしみを付ける方法により、誤って生じた人工的なものであることが示された。
1922年、ロンドンのガイズ病院の研究医であるR.D. Passeyは、煤から作られた抽出物を塗り続けたマウスが悪性皮膚腫瘍を生じさせ、煤に発癌性物質が存在することを発見した。
1930年代にロンドンの癌病院研究所（後のロイヤルマースデン病院）のアーネスト・ケナウェイとジェームズ.D.クックは、強力な発癌物質である煤に存在するいくつかの多環芳香族炭化水素を発見した（1,2,5,6-ジベンゾアントラセン、1,2,7,8-ジベンゾアントラセン、1,2-ベンゾピレン（3）ベンゾ[α]ピレンなど）。DNAは、グアニン、アデニン、シトシン、チミンの4つの塩基の配列で構成され、デオキシリボ核骨格に結合して遺伝子を形成する。ベンゾ[α]ピレンはDNAのデオキシグアノシンと相互作用し、DNAに損傷を与え、発癌物質である可能が指摘されている。 

### 社会的状況
この病気は主に英国独自の現象だった。たとえばドイツでは、煙突掃除人はぴったりとフィットする保護服を着用し 陰嚢の下面に煤がたまるのを防いだ。一方、英国の煙突掃除人の少年はズボンとシャツだけを着て煙突の中に入る時には裸だった。　外から挿入して煙突掃除が出来る掃除ブラシが導入される前のイギリスでは煙突掃除人の親方は救貧院から見習い少年を連れてくるか、両親から人身売買で買って煙突の中に入り込んで掃除をするように訓練していた。ドイツでは煙突掃除人の親方はギルドに属して 子供を働かせていなかった。イタリア、ベルギー、フランスでは、「クライミング・ボーイ」と呼ばれた煙突掃除人の少年が働いていた。 4歳の少年は非常に狭い作りの熱い煙突に入り込むことができ、作業は危険で煙道に詰まったり窒息したり焼け死んだりする危険があった。男の子たちは煤袋の下で眠り、めったに体を洗わなかった。 1775年以降、少年たちの福祉に対する懸念が高まり、議会法が可決されて制限され、1875年に少年を働かせることが禁止された。慈善家であるシャフツベリー卿が後のキャンペーンを主導した。米国では、黒人の子供たちが雇用主に雇われ、同じように使われ、1875年以降も煙突掃除を続けていた。

### パーシヴァル・ポット卿
サー・パーシヴァル・ポットは英語だった外科医、の創設者の一人整形、および癌が、環境によって引き起こされる可能性があることを実証した最初の科学者の発癌物質。 1765年に彼は王立外科医大学の前身である床屋外科名誉組合のマスターに選出された。これは、ポットが1775年に煤への暴露と煙突掃除人の癌の高い発生率の関係を見つけた功績による、この発見は癌と発癌物質と職業病の関係性の発見であり、ポットは悪性腫瘍が環境発癌物質によって引き起こされる可能性があることを示した最初の人物だった。ポットの初期の調査と疫学の研究は1788年の煙突掃除人法の成立に貢献した。
パーシヴァル・ポット卿は煙突掃除人の癌について次のように説明している。
それは常に陰嚢の下部で最初に発症する病気であり、表面的な痛みを伴う散発的な苦痛を伴う痛みを引き起こし、時々、鋭い痛みが伴う。それほど長い時間がかからずに皮膚や浅陰嚢筋膜へ浸潤する。そして陰嚢の膜へ腫瘍が拡大するにつれ睾丸が侵され硬化していき完全に機能を失う。そこから腫瘍は精索の流れを通って腹部へと癌が進行する。 
ポット卿は少年の人生についてコメントした。
少年たちの運命は非常に過酷なようだ...彼らは非常に残忍に扱われる...彼らは痣ができて焼けて窒息寸前になりながら狭く時には熱い煙突に登らされる。そして、思春期になると最も辛く痛みを伴なう致命的な病気にかかりやすくなる。
発癌性物質はコールタールであると考えられており、おそらくヒ素が含まれている。
パーシヴァル・ポット卿はこの問題についてこれ以上の論文を書いていないが、臨床報告が現れ始め、ポット卿が言ったように他の人々もそれが何であるか理解せざるを得なくなった。
[思春期後に発生するため] ....一般的に患者は性病と癌の両方にかかり、外科医は性病として水銀[塩]で治療した。
この病気の前には、通常、陰嚢に性病のような変化が現れた。これは、煙突掃除人が煤疣贅と呼んだものだった。これらは良性腫瘍の可能性がある。煙突掃除人は割りばしのようなもので腫瘍を挟みポケットナイフで腫瘍を切り落とすことによって自分で手術することがよくあった。一例として、
彼は...割りばしのような木の棒でつかみ、カミソリで切り落とした。彼はそれはそれほど苦痛ではなかったと述べた。彼は翌日仕事を再開した。 
しかし、病変が悪性になった場合ははるかに深刻だった。患者はしばしば医療を受けるのが遅れ、彼らが医者を訪ねた時には多くは恐ろしい状態にあった。 28歳の煙突掃除人が1825年にジェフリーズ医師を訪ねた時、ジェフリーズは彼の病状を次のように説明している。
痛みは陰嚢の左側全体と大腿部の内角を占め、肛門から回腸の後部棘突起まで伸びており、男性の手のひらぐらいの面積を侵していた。硬結と硬化した肛門のヒダは見るに堪えない、非常に不快な希薄血液膿を排出する。左の睾丸は完全に露出しており、その中心から突き出ている。左の鼠径部には、ガチョウの卵のぐらいの大きさの硬化した腺の塊があり、右の鼠径部では化膿しているように見える。同様に、同じ悪性所見の半クラウン（5 cm）の大きさの陰部潰瘍があった。
この腫瘍の出現にもかかわらず、男性は痛みを感じておらず、彼の唯一の不満は、入院の約10日前に、鼠径部から出血し、1パイントの血液を失ったことだった。しかし、これでも彼の体調に大きな影響を与えることはなかった。

### 治療法
治療法は腫瘍切除手術を行なう。麻酔薬が実用化される前は外科医にとっては簡単な手術だったが患者にとっては恐ろしいものだった。砒素の塗り薬を含む代替治療も提案された。この癌の本当の原因は、1922年に煤に弱い発癌性物質が含まれていることが発見されるまで未確認だった。そして、最も広く流布した理論まで、その煤の中に閉じ込められた皺陰嚢の、これは一般的な刺激を引き起こした。煙突掃除人は身体を清潔に保つことを知らず、性器を洗ったことはないと想定されていた。 1790年にジェームズ・アール（ポットの義理の息子）によって記録された最年少の犠牲者は8歳だった。

## 関連疾患
数十年後、ガスプラントとオイルシェールの労働者の間で発生することがわかり、多環芳香族炭化水素として知られるタール、煤、油の特定の成分が実験動物に癌を引き起こすことが後に発見された。関連する癌であるラバ紡錘体の癌腫は、急速に回転するラバ紡錘体を潤滑するために使用されたシェールオイルの発癌性含有量が原因だった。